# Archipiélago de Calbuco
L'archipiélago de Calbuco è un arcipelago del Cile meridionale, situato a sud di Puerto Montt e a nord del golfo di Ancud (oceano Pacifico). Appartiene alla regione di Los Lagos e alla provincia di Llanquihue; le isole sono amministrate dal comune di Calbuco. La popolazione contava 32 963 abitanti al censimento del 2012.

## Geografia
L'arcipelago di Calbuco si trova nell'insenatura a sud di Puerto Montt denominata Seno Reloncaví, che confina a sud con il golfo di Ancud. L'arcipelago è formato da una quindicina di isole:
- Guar (o Huar).
- Puluqui, l'isola maggiore.
- Tautil, situata tra l'estremità nord di Puluqui e la terraferma 41°43′19″S 73°03′10″W.
- Chaullín (conosciuta localmente come Helvecia), piccola isola con un'area di circa 14 ettari[2], si trova a nord-ovest di Puluqui 41°45′44″S 73°06′03″W. L'isola possiede un bosco centenario di arrayan (Luma apiculata)[2].
- Chidhuapi, a sud-ovest di Puluqui 41°49′57″S 73°05′41″W.
- Calbuco (chiamata anticamente Caicaén[3]), l'isola ospita nella parte nord l'omonima cittadina, sede comunale, ed è collegata da una strada alla terraferma[4] 41°47′13″S 73°08′44″W. L'isola è lunga quasi 6 miglia.
- Quihua, inserita profondamente in un'insenatura a ovest di Calbuco e collegata da una strada; solo due canali la separano dalla terraferma: il canale San Antonio a ovest e il canale Quihua ad est 41°45′45″S 73°12′49″W. L'isola misura 5 miglia per un massimo di 2.
- Quenu, che ha un'area di 2,4 km²[5]; si trova a sud di Calbuco e a ovest di Chidhuapi 41°49′41″S 73°09′03″W.
- Tabón[6], chiamata anche Grupo Tabón, poiché si tratta in effetti di un gruppo di isole molto ravvicinate, si trova a sud-ovest di Puluqui. L'isola Tabón, nella parte meridionale, è la sezione maggiore ed è lunga 3 miglia. 41°54′27″S 73°07′15″W
  - Llanquinelhue e Polmallelhue formano un braccio stretto e allungato verso nord-ovest.
  - Lín è la parte orientale.
- Abtao (o Huapi Abtao), è l'isola più occidentale, si trova 9 km a est della bocca orientale del canale Chacao (che separa dal continente l'isola di Chiloé) 41°48′46″S 73°19′36″W. Ha la forma di una falce di luna, è lunga circa 5 km e larga meno di un chilometro. Nel canale omonimo che la separa dalla terraferma, il 7 febbraio 1866 si svolse la battaglia di Abtao durante la guerra ispano-sudamericana.
- Caicué (Kaikué o Lagartija), piccola isola a est di Abtao 41°48′40″S 73°17′13″W. Di forma arrotondata misura circa 120 m di diametro e ha un'area di un solo ettaro con l'alta marea, mentre con la bassa marea la superficie raggiunge i 30 ettari e assume la forma di una lucertola (in spagnolo lagartija). Il nome nativo Kaikué significa isola degli uccelli.[7]
- Queullín (o Gueillin), lunga 2 miglia e larga poco più di uno; si trova all'estremità sud-orientale dell'arcipelago, a sud-est di Puluqui 41°52′47″S 72°54′45″W. A sud-est dell'isola, il Paso Nao la divide dalla piccola isola Nao.

A nord dell'arcipelago, altre due isole si trovano a sud di Puerto Montt, al cui comune appartengono, all'interno del Seno Reloncaví: la Isla Maillén, che si trova a nord dell'isola Guar, e la Isla Tenglo, a poca distanza da Puerto Montt, di fronte al quartiere di Angelmó.